# Ray Mercer
Ray Mercer est un boxeur et pratiquant de combat libre américain né le 4 avril 1961 à Jacksonville, Floride.

## Carrière en boxe
Champion olympique en 1988 aux Jeux de Séoul, il devient champion du monde poids lourds WBO le 11 janvier 1991 après avoir battu par arrêt de l'arbitre à la 9e reprise l'italien Francesco Damiani. Il laisse sa ceinture vacante après une nouvelle victoire avant la limite aux dépens de Tommy Morrison avant de concéder sa première défaite face à l'ancien champion WBC Larry Holmes.

## Carrière MMA
En juin 2009, Ray Mercer a fait son entrée dans le combat libre, dans la fédération « Adrenaline MMA ». Pour son premier combat, il a affronté Tim Sylvia, qu'il bat par KO à la 9e seconde du premier round.